# Tom Brennan
Pour les articles homonymes, voir Brennan.
Thomas Cornelius Brennan, né en 1866 près de Bendigo et mort le 3 janvier 1944, est un journaliste australien, avocat et homme politique élu au Sénat australien. 

## Biographie
Thomas Brennan naît à Sedgwick près de Bendigo. Il est le frère aîné de Frank Brennan, qui devient plus tard procureur général au sein du gouvernement travailliste de Scullin. Il fait ses études sur place et fait un apprentissage de typographe auprès du Bendigo Independent. Il entre au journal de Melbourne The Argus en tant qu'imprimeur mais devient par la suite journaliste et sub-editor. Il poursuit ses études à temps partiel, s' inscrit et obtient un diplôme en droit à l'Université de Melbourne en 1900. Il  épouse Florence Margaret Slattery en 1902 et est admis au barreau en 1907. 
En 1921, il défend Colin Campbell Ross, l'accusé du tristement célèbre Gun Alley Murder. Brennan est fermement convaincu de l'innocence de Ross et tente en vain de faire appel devant le Conseil privé. Ross est néanmoins condamné et exécuté l'année suivante. Hanté par la culpabilité d'avoir échoué à sauver son client, Brennan écrit un livre détaillant ses points de vue sur l'affaire, The Gun Alley Murder. Ce n'est qu'en 2008 que les tests ADN modernes confirment finalement l'innocence de Ross. Cette affaire reste l'un des cas d'erreur justice de l'histoire du droit australien. 
Il est nommé conseiller de la reine (KC) en 1928 et obtient un Doctor of Laws en 1935 pour une thèse publiée sous le titre Interpreting the Constitution. Brennan joue un rôle de premier plan dans la communauté catholique, il est rédacteur en chef du Catholic Advocate de 1915 à 1917 lorsqu'il affronte l'évêque Daniel Mannix, qui s'oppose à l'introduction de la conscription pendant la Première Guerre mondiale, comme la grande majorité de la communauté catholique irlando australienne. 

### Carrière politique
Brennan se présente sans succès comme libéral aux élections de l'Assemblée législative victorienne en 1911, 1913 et 1914. Il se présente également sans succès en tant que nationaliste pour le siège de Bendigo East en 1921. En 1931, il est nommé à un siège vacant au Sénat, représentant le parti United Australia en 1931 et est réélu aux élections de 1931. Il est nommé ministre sans portefeuille et assiste les ministres du commerce des deuxième et troisième ministères de Lyons d'octobre 1934 jusqu'à la perte de son siège aux élections de novembre 1937. 

### Mort
Brennan laisse dans le deuil sa femme et ses deux filles. 